# Niwa Mitsushige
Niwa Mitsushige (丹羽 光重?; 8 febbraio 1622 – 18 maggio 1701) è stato un daimyō giapponese del periodo Edo appartenente al clan Niwa.

## Biografia
Mitsushige fu il terzo figlio di Niwa Nagashige, daimyō del dominio di Shirakawa (Mutsu). Il suo nome d'infanzia fu Miyamatsu-maru (鍋 太郎?). Poiché entrambi i suoi fratelli maggiori morirono durante l'infanzia, fu nominato erede nel 1628. Nel 1634 fu ricevuto in udienza formale dallo Shōgun Tokugawa Iemitsu e ricevette un kanji dal nome di Iemitsu, diventando Niwa Mitsushige, assieme al titolo di cortesia di Saikyō-no-suke. Alla morte di suo padre nel 1637, divenne daimyō del dominio di Shirakawa. Cinque anni dopo, nel 1642, il suo grado di corte fu elevato.
Nel 1643 lo shogunato Tokugawa ordinò al clan Niwa di trasferirsi nel feudo di Nihonmatsu. Entrando nel castello di Nihonmatsu nel 1644, Mitsushige intraprese immediatamente un programma per migliorare le strade e ricostruire il jōkamachi (area urbana attorno al castello) circostante. Mitsushige fu anche un mecenate delle arti, e in particolare favorì il ramo Sekishū della cerimonia del tè giapponese assieme all'ikebana e alla calligrafia giapponese e istituì il Festival delle lanterne di Nihonmatsu nel 1664. Fu anche un pittore, essendo stato addestrato nella scuola di Kanō, utilizzando lo pseudonimo Gyokuhō (玉峰?). Invitò anche noti sacerdoti del monte Kōya e Manpuku-ji nei suoi domini per fondare templi buddisti. Nel 1658 ottenne il titolo di cortesia aggiuntivo di ciambellano. 
Si ritirò dalla vita pubblica nel 1679, cedendo il dominio al figlio maggiore Niwa Nagatsugu. Morì nel 1701. I suoi eredi rimasero a Nihonmatsu fino alla restaurazione Meiji.